# ザ・バッグマン 闇を運ぶ男
『ザ・バッグマン 闇を運ぶ男』（ザバッグマンやみをはこぶおとこ、The Bag Man）は、2014年のアメリカ合衆国のスリラー映画。デヴィッド・グロヴィックの監督デビュー作。俳優ジェームズ・ルッソによるオリジナル脚本を原作としている。出演はジョン・キューザック、レベッカ・ダ・コスタ、クリスピン・グローヴァー、ドミニク・パーセル、ロバート・デ・ニーロ他。

## ストーリー
凄腕の殺し屋ジャックは、雇い主のドラグナからある鞄を預かる。ドラグナはその鞄を指定したモーテルへと運び、そこで自分の到着を待てとジャックに命じる。また、その際にドラグナから「鞄の中は絶対に見てはならない」と言われたジャックは、多少の違和感を感じつつも襲いかかってくる刺客を次々と葬っていくのだった。こうして指定されたモーテルへと到着したジャックだったが、そこでレブカと名乗る娼婦を成り行きから匿うことになってしまう。

## キャスト
※（）は日本語吹き替え
- ジャック - ジョン・キューザック（家中宏）： 殺し屋。
- レブカ - レベッカ・ダ・コスタ（英語版）（雨谷和砂）： 娼婦。
- ドラグナ - ロバート・デ・ニーロ（樋浦勉）： ジャックの雇い主。
- ネッド - クリスピン・グローヴァー（長瀬祐）： モーテルの管理人。
- ラーソン - ドミニク・パーセル（市橋尚史）： 保安官。